# Casa de Raez
La Casa de Raez fue un inmueble ubicado en la zona monumental de la ciudad de Huancayo, Perú. Se levantaba en la intersección de los jirones Arequipa e Ica y fue demolida en el 2013 luego de que el 20 de agosto de ese año fuera consumida por un incendio.
El inmueble fue construido alrededor de 1838. El 24 de agosto de 1980 se publicó la Resolución Ministerial N° 0928-80-ED del Ministerio de Educación, de fecha 23 de julio de ese mismo año, que declaró este inmueble como Monumento Histórico del Perú. El 20 de agosto del 2013, se inició un incendio producido por un corto circuito en una construcción aledaña que servía como local de carpintería. El incendio destruyó toda la estructura de madera del inmueble afectando 11 locales en total y dejando 7 personas heridas. Luego de la evaluación del Ministerio de Cultura se dispuso la demolición total del edificio debido a su estado de total deterioro.